# Hargicourt (Aisne)
Hargicourt település Franciaországban, Aisne megyében. Lakosainak száma 551 fő (2022. január 1.). Hargicourt Bellicourt, Bony, Villeret, Hesbécourt, Ronssoy és Templeux-le-Guérard községekkel határos.

## Népesség
A település népességének változása:
| Lakosok száma | 559  | 540  | 557  | 538  | 576  | 587  | 598  | 610  | 590  | 551  |
|               | 1968 | 1982 | 1990 | 2006 | 2013 | 2015 | 2017 | 2019 | 2020 | 2022 |